# Michał Kurtyka
Michał Kurtyka est un homme politique polonais, né le 20 juillet 1973 à Cracovie.

## Biographie
Michał Kurtyka est nommé le 1er janvier 2016 sous-secrétaire d'État du ministère de l'Énergie, puis il accède en avril 2018 au rang de secrétaire d'État. Il s'occupe de la conférence de Katowice de 2018 sur les changements climatiques (COP24). Il conserve ces responsabilités lorsqu'il devient trois mois plus tard secrétaire d'État du ministère de l'Environnement. Il assume en décembre la présidence de la COP24.